# 1040
Évszázadok: 10. század – 11. század – 12. század
Évtizedek: 990-es évek – 1000-es évek – 1010-es évek – 1020-as évek – 1030-as évek – 1040-es évek – 1050-es évek – 1060-as évek – 1070-es évek – 1080-as évek – 1090-es évek
Évek: 1035 – 1036 – 1037 – 1038 –  1039 – 1040 – 1041 – 1042 – 1043 – 1044 – 1045

## Események
- augusztus 14. – I. Duncan skót király elesik az unokatestvérével, Macbeth-szel vívott csatában, aki követi őt a skót trónon (1057-ig uralkodik).
- A szeldzsuk törökök Dandenakan mellett legyőzik a Gaznavida uralkodót.
- Pi Seng kínai kovács feltalálja a szövegnyomtatáshoz a mozgatható betűket.
- A Treuga Dei ("Isten békéje") kihirdetése

## Születések
- II. Sancho kasztíliai király († 1072).
- VI. Alfonz kasztíliai király († 1109).

## Halálozások
- március 17. – I. Harold angol király (* 1017)
- augusztus 14. – I. Duncan skót király.
- október 1. – III. Alan breton herceg (megmérgezték, * 997).